# Un gentleman en cavale
Pour plus de détails, voir Fiche technique et Distribution.
Un gentleman en cavale (Double Take) est un film américain réalisé par George Gallo, sorti en 2001.

## Distribution
- Eddie Griffin : Freddy Tiffany
- Orlando Jones : Daryl Chase
- Gary Grubbs : Timothy Jarrett McCready
- Edward Herrmann : Charles Allsworth
- Garcelle Beauvais : Chloe
- Andrea Navedo : Maque Sanchez
- Shawn Elliott : Minty Gutierrez
- Sterling Macer Jr. : l'agent Gradney
- Benny Nieves : l'agent Martinez
- Daniel Roebuck : m'agent Norville
- Vivica A. Fox : Shari
- Pamela Kosh : la nonne